# Nakamura Szeiszaku
Nakamura Szeiszaku (中 村 誠 策, 1924 körül – 1943) japán sorozatgyilkos, az ún. Deaf Killer. Azért nevezték így, mert, mint később kiderült, Nakamura süket volt. Legalább 9 embert ölt meg 1938 és 1942 között a Sizouka nevű japán városban.

## Fiatalkora
Intelligens gyerek volt, az iskolában remekül teljesített, a pontszámai alapján kivételes tanuló volt. Családja azonban rosszul bánt vele, elhanyagolták és a társadalom is kivetette magából. Az első figyelmeztető jele tinédzser korában jelentkeztek: a süket fiú csakis olyan filmeket nézett, amelyekben a japán kardot, a katanát arra használták, hogy másokat megöljenek.

## Gyilkosságok
Későbbi vallomása szerint 1938. augusztus 22-én megtámadott két nőt és megpróbált rajtuk nemi erőszakot elkövetni. A két nő azonban ellenállt, és ezen feldühödve a férfi meggyilkolta áldozatait. A két gyilkosság elkövetésének idején a férfi még csak 14 éves volt. A kriminológusok azonban ténylegesen nem tartják ezt a két esetet Nakamura gyilkosságsorozatának a részének.
1941. augusztus 18-án, 17 éves korában Nakamura meggyilkolt egy harmadik nőt, valamint egy negyediket súlyosan megsebesített. 1941. augusztus 20-án a rendőrség további 3 áldozat holttestére bukkant, és ebben a három esetben is sikerült bizonyítani, hogy velük is Nakamura végzett. 1941. szeptember 27-én, egy veszekedés során megölte a testvérét, megsebesítette az apját, a nagybátyját, a nagybátyja feleségét és annak gyermekét is. 1942. augusztus 30-án meggyilkolt egy házaspárt valamint két gyerekét, és megpróbált megerőszakolni egy másik lányt.
Sokáig nem is foglalkoztak vele, mert a japán hatóságok eltussolták a gyilkosságsorozatot arra hivatkozva, hogy a bűncselekmények nyilvánosságra hozatalával az ekkor már javában tartó háború csak súlyosbítaná a helyzetet, és fejetlenséget, pánikot szülne a lakosság körében. Ennek okán Nakamura sokkal tovább tevékenykedhetett és sokkal hosszabb ideig megúszta a felelősségre vonást annak ellenére, hogy a vezetőség tudott rettenetes cselekedeteiről. Családja természetesen tudta, hogy ő a felelős a gyilkosságokért, de későbbi elmondásuk szerint annyira féltek attól, hogy mit tenne velük őrült rokonuk, ha megtudná, hogy feladták őt a hatóságoknál.

## Letartóztatása, tárgyalása és kivégzése
1941. október 12-én Nakamurát őrizetbe vette a rendőrség kilenc rendbeli gyilkosság elkövetésének vádjával. A kihallgatáson Seisaku bevallotta az összes bűncselekményt, illetve két további emberölésről is beszámolt.
A tárgyalásig egy elmegyógyintézetbe szállították, ahol az orvosok megvizsgálták.
A tárgyaláson a védőügyvéd Nakamura ártatlanságát hangoztatta, és kihangsúlyozta, hogy a férfi ártatlan a gyilkosságsorozatban, mivel nem volt tudatában tetteinek. A bizonyítékok azonban mind az esküdtszéket, mind pedig a bírót meggyőzték, így tárgyalás végén a bíróság bűnösnek találta Seisaku Nakamurát 9 rendbeli gyilkosság elkövetésében és kötél általi halálra ítélték, amelyet nem sokkal később, 1943-ban végre is hajtottak.